# Amdalai
Amdalai eller Pallen är en ort i Gambia. Den ligger i regionen North Bank, i den västra delen av landet, 60 km öster om huvudstaden Banjul. Antalet invånare var 489 vid folkräkningen 2013.